# Oporinia pallida
Oporinia pallida är en fjärilsart som beskrevs av Clark 1896. Oporinia pallida ingår i släktet Oporinia och familjen mätare. Inga underarter finns listade i Catalogue of Life.